# Sara Aharonson
Pour les articles homonymes, voir Aaronson.
Sarah Aharonson (ou Aaronson) (hébreu : שרה אהרונסון), née le 5 janvier 1890 à Zihron Yaakov (Syrie ottomane) et morte le 9 octobre 1917 à Zihron Yaakov (Israël, est une espionne britannique qui est une des fondatrices du réseau Nili, dont elle fut une fervente militante.

## Biographie

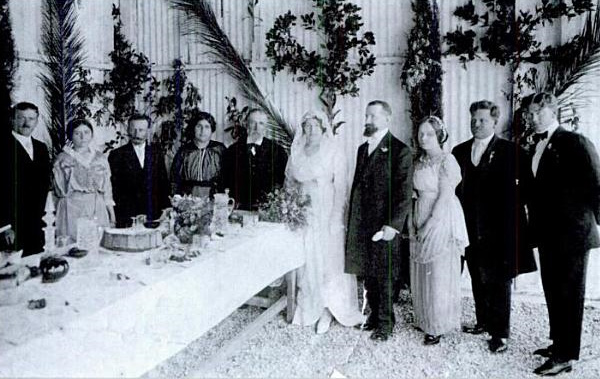
Mariage de Sarah Aaronsohn.

Ses parents sont des sionistes d'origine roumaine venus en Syrie ottomane en tant que premiers colons à la suite de la Première Aliyah. Ils sont les fondateurs du moshav où Aharonsohn naît. Encouragée par son frère Aaron, elle apprend à parler couramment l'hébreu, le yiddish, le turc et le français. Elle maîtrise raisonnablement l'arabe et apprend elle-même l'anglais.
Le 31 mars 1914, elle se marie à Atlit avec un marchand bulgare Hayyim (Chaim) Abraham et part s'installer à Constantinople avec lui. Le mariage n'est pas heureux et elle retourne l’année suivante à Zihron Yaakov. Sur le chemin du retour elle est voit les nombreuses exactions du génocide arménien prendre place ce qui l'amène à en témoigner. Le massacre la choque et elle en conclut que les juifs peuvent devenir les prochaines victimes de l'empire Ottoman,. Selon Chaim Herzog, Aaronsohn décide d'aider les forces britanniques à la suite de ce qu'elle a vu.
Les conditions d'existence de la population juive de Palestine se dégradent rapidement à la suite de l'intégration de l'empire ottoman au sein de la coalition des Empires centraux au moment de la déclaration de la Première Guerre mondiale.
Les changements liés à la guerre conduisent son entourage à penser qu'un soutien de la Grande-Bretagne contre la Turquie faciliterait l'autonomie des Juifs en Palestine,. Elle crée alors avec son frère Aaron et Avshalom Feinberg (1889-1916) un réseau d'espionnage au service des anglais, Nili (hébreu : Netzach Yisrael lo yeshaker - français : L'éternité d'Israël n'est pas trompeuse). Avec le départ de Aharon pour l'étranger, Sarah gère, avec l'aide de Feinberg, les informations obtenues par le réseau et veille au bon fonctionnement de la transmission de messages, entre la ferme expérimentale de Atlit et le navire de liaison anglais posté en face. À la suite de l'arrestation de Naaman Belkind et la découverte d'un message secret intercepté par les Turcs, Sarah Aharonson sent l'étau des services policiers turcs se refermer. Elle transmet encore quelques messages aux forces britanniques en Égypte, et dissimule les travaux scientifiques de son frère Aaron.
À l'issue de la fête de Soukkot, en 1917, l'armée ottomane encercle le village de Zihron Yaakov et entame une série d'arrestations. Aharonson avoue aux Turcs qu'elle est la seule responsable bien que ceux-ci torturent son père devant elle.
Lorsque lui parvient la décision de son transfert dans les geôles syriennes, Aharonson demande à pouvoir se changer chez elle avant de repartir,. Elle se suicide à l'aide d'un révolver dissimulé dans la salle de bains,. Elle ne meurt pourtant pas immédiatement, et durant encore trois journées elle survit entre les mains des policiers turcs.
Sara Aharonson meurt le 9 octobre 1917. Elle est enterrée au cimetière de Zihron Yaakov.

## Hommage
Sara Aharonson est une héroïne nationale depuis 1935 bien que initialement présentée comme un héros,. Elle est souvent décrite comme une Jeanne d'Arc juive. Des commémorations ont lieu tous les ans sur sa tombe.
En février 1991, un timbre est émis en son honneur dans le cadre d'une collection avec les poétesses Rachel Blaustein et Leah Goldberg.